# Trygghuset

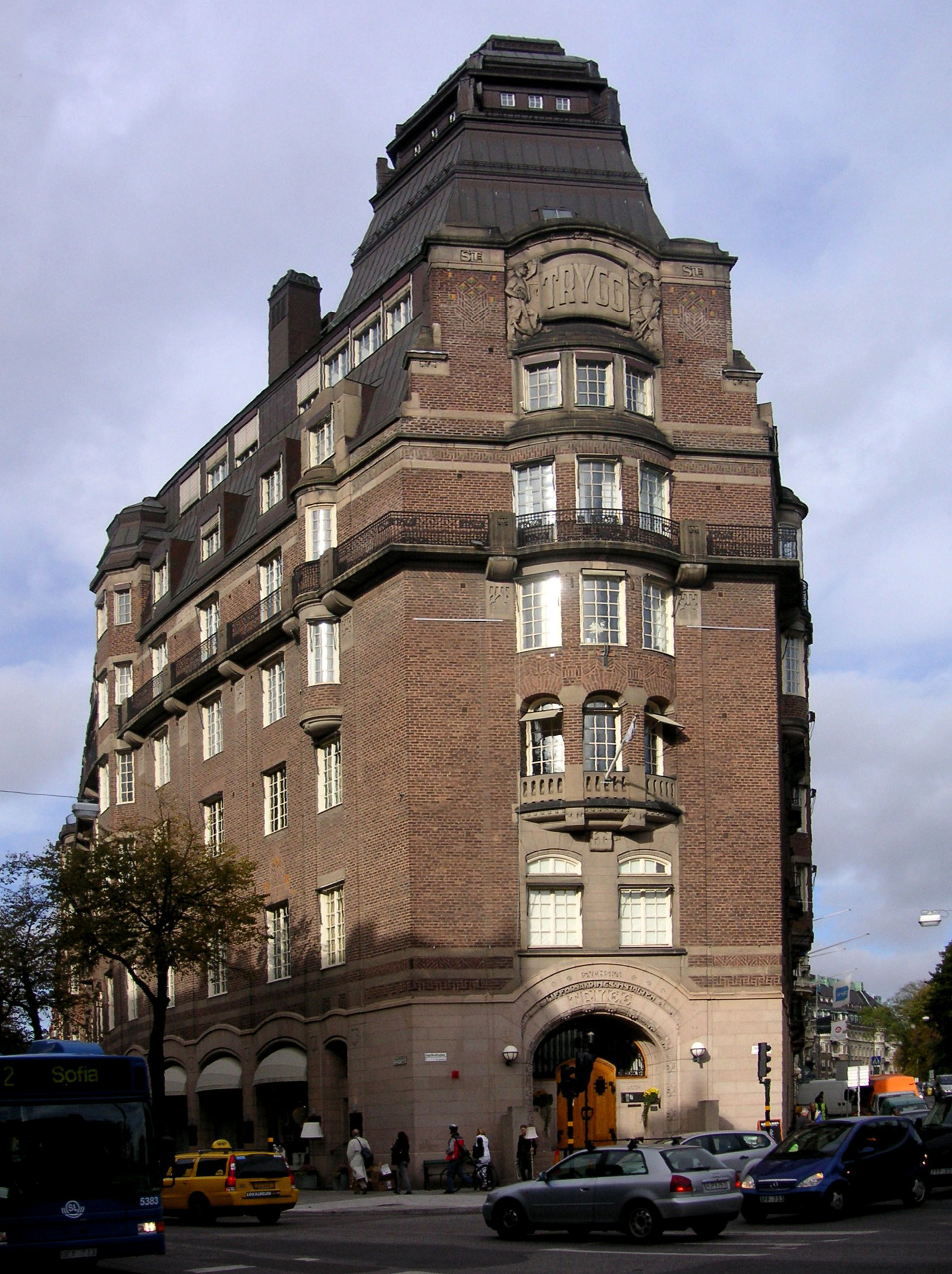
Trygghuset 2007

Trygghuset är en byggnad vid Birger Jarlsgatan 32 nära Humlegården på Östermalm i Stockholm. Fastigheten, Sparbössan 1, är blåmärkt av Stadsmuseet i Stockholm vilket innebär att den representerar ”synnerligen höga kulturhistoriska värden”.

## Historik
Byggnaden ritades av arkitekten och professorn Erik Lallerstedt. Huset stod färdigt 1910 och huvudkontor för det nystiftade försäkringsbolaget Svenska Lifförsäkringsanstalten Trygg, och blev efter uppgåendet i Hansa-koncernen 1971 kontor för Trygg-Hansa. Det är en stilmässig blandning av jugend och nationalromantik. Fasaden är utförd i helsingborgstegel och granit från Hunnebostrand samt infällda kakelplattor.  
Byggnaden har en magnifik entré i hörnet Birger Jarlsgatan och Engelbrektsgatan och gaveln kröns av Carl Eldhs relief med bolagets namn. Tornhuven var ursprungligen klädd i glaserat tegel. På den överbyggda gården förlades bolagets glasövertäckta expeditionshall. Den kraftfullt sammanhållna byggnaden var tänkt att uttala monumentalitet och soliditet.
I en lägenhet i fastigheten bodde under tidigt 1900-tal fil. Dr. Emil Hultberg, en av sin tids största svenska konstsamlare. I Svenska Hem kunde man år 1936 läsa att Hultbergs våning var att betrakta som "ett privathem med konstsamlingar, vilkas värde knappast torde överträffas i vårt land och vilka omspänna de flesta grenar av den bildande konsten, litteraturen och konsthantverket".
Byggnaden, som ägs och förvaltas av Humlegården Fastigheter AB, går i dag under namnet T-House.

## Bilder

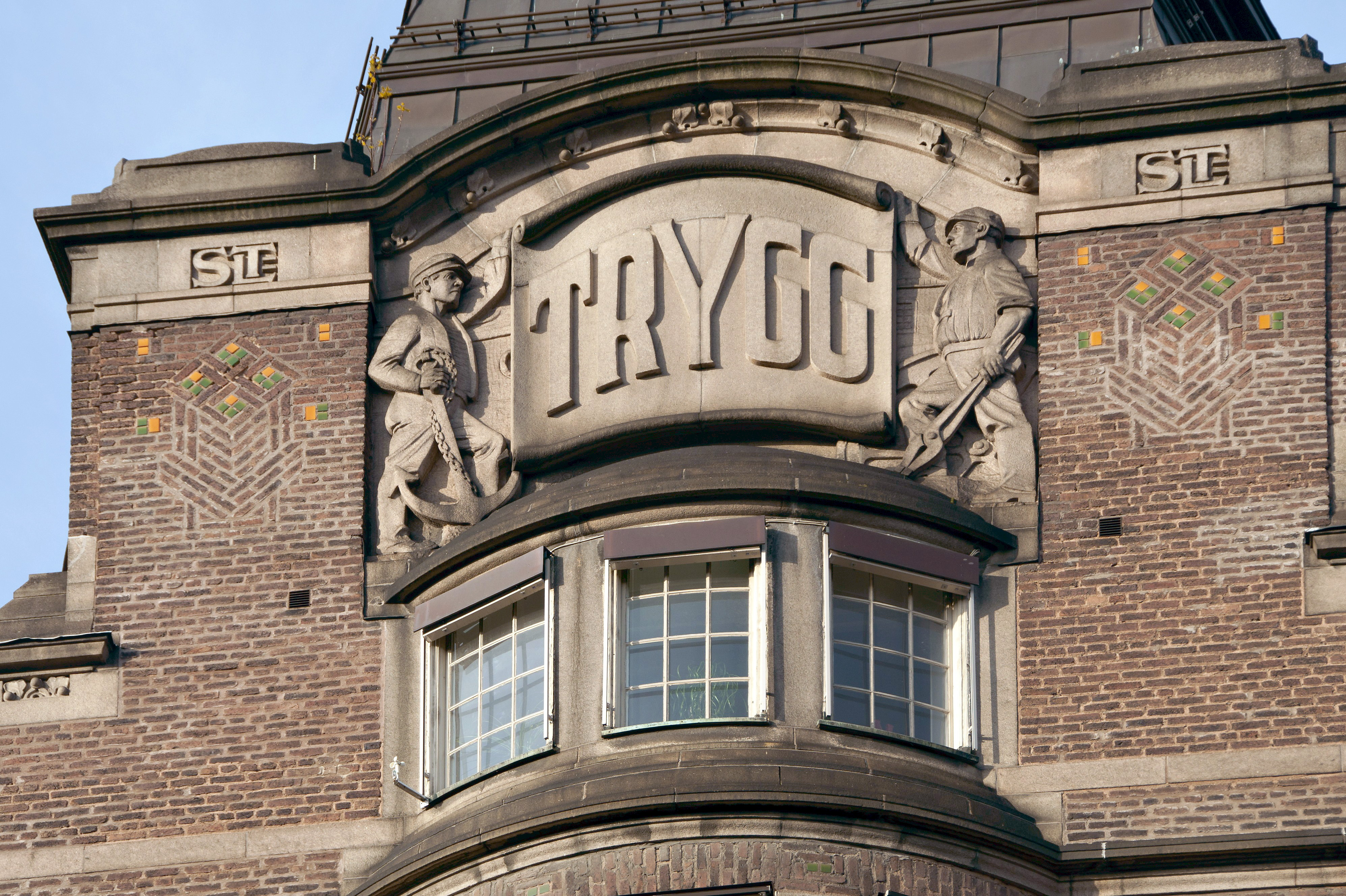
Gavelskulptur av Carl Eldh
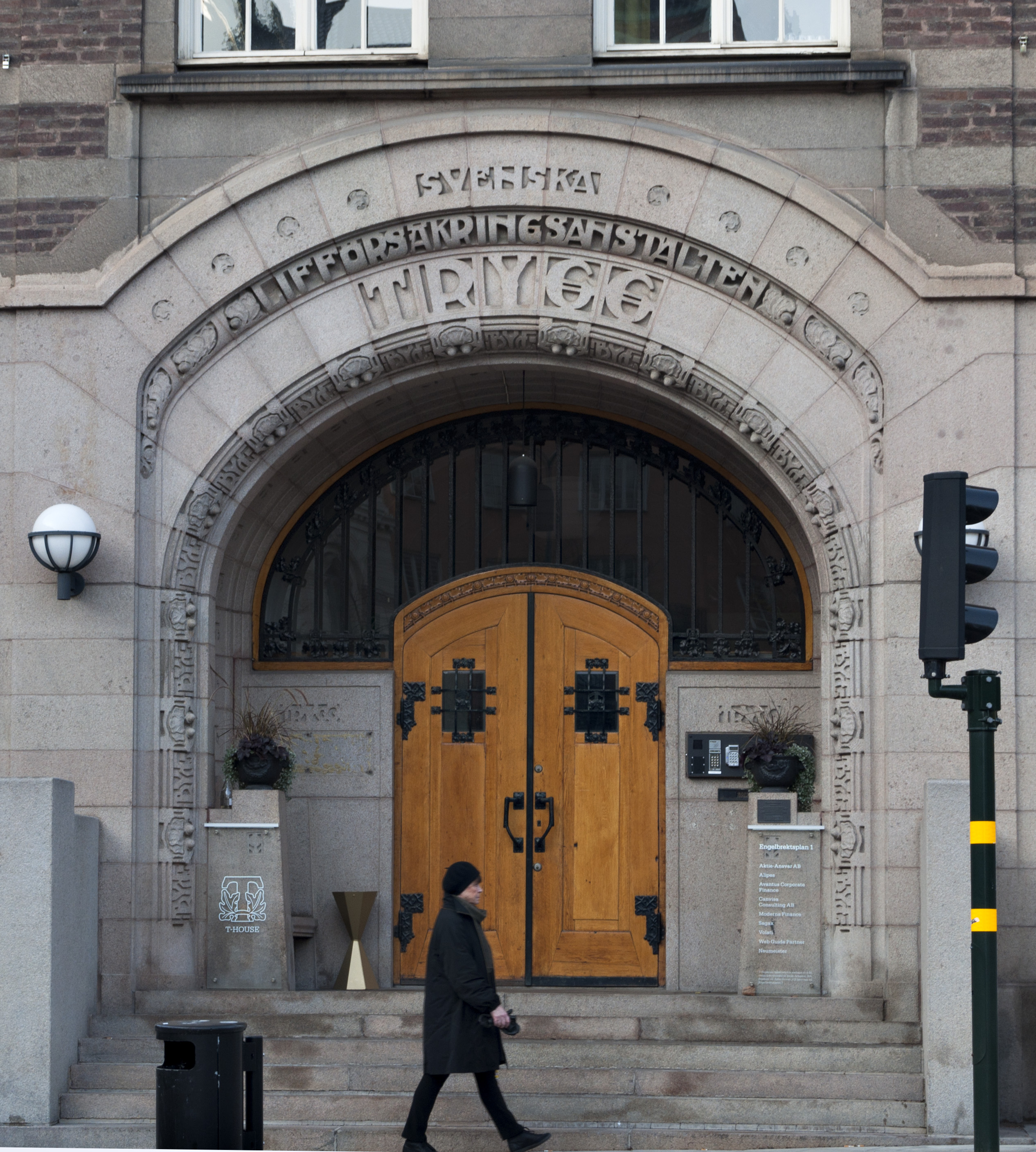
Portal mot Engelbrektsplan
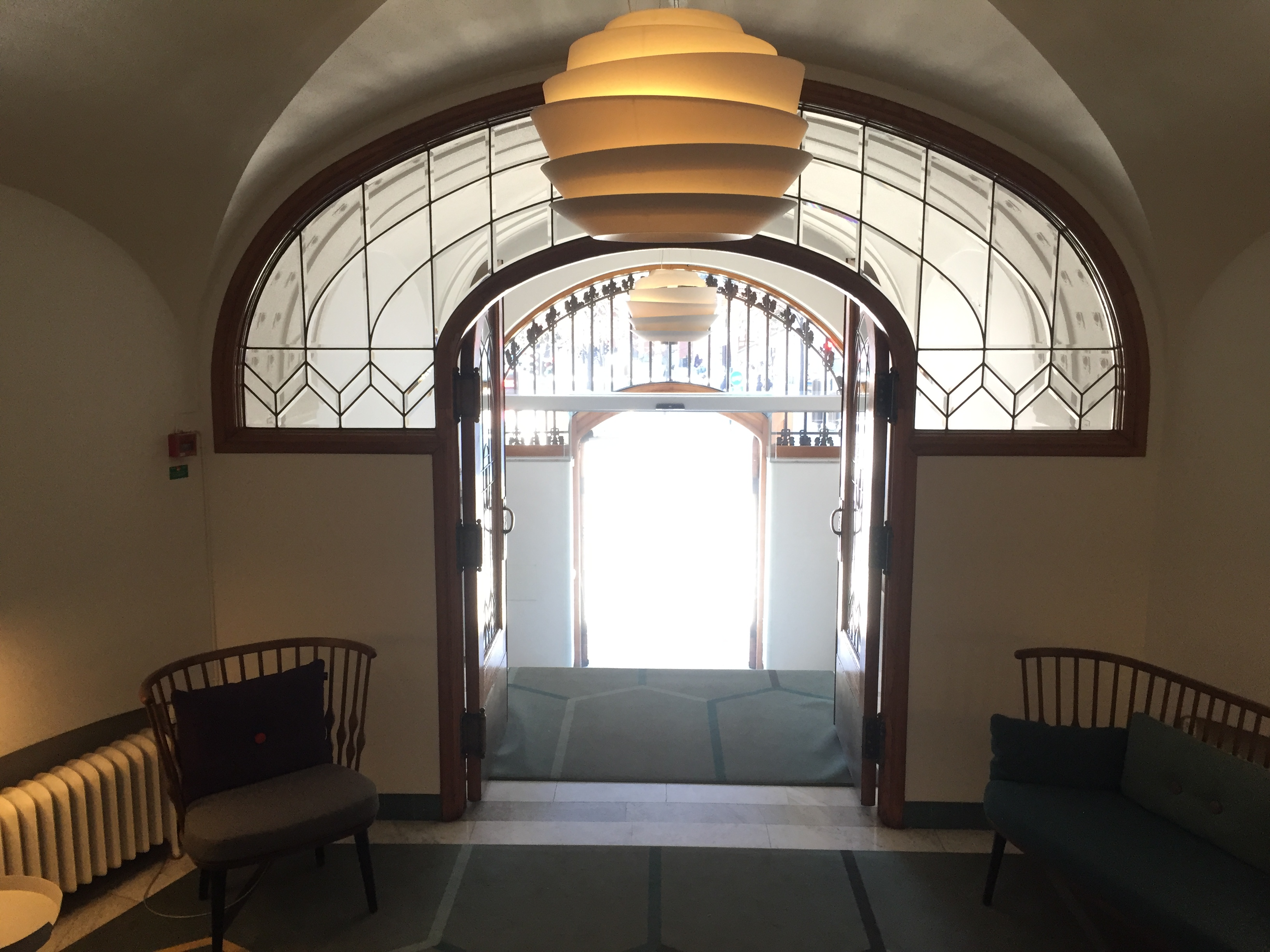
Entré
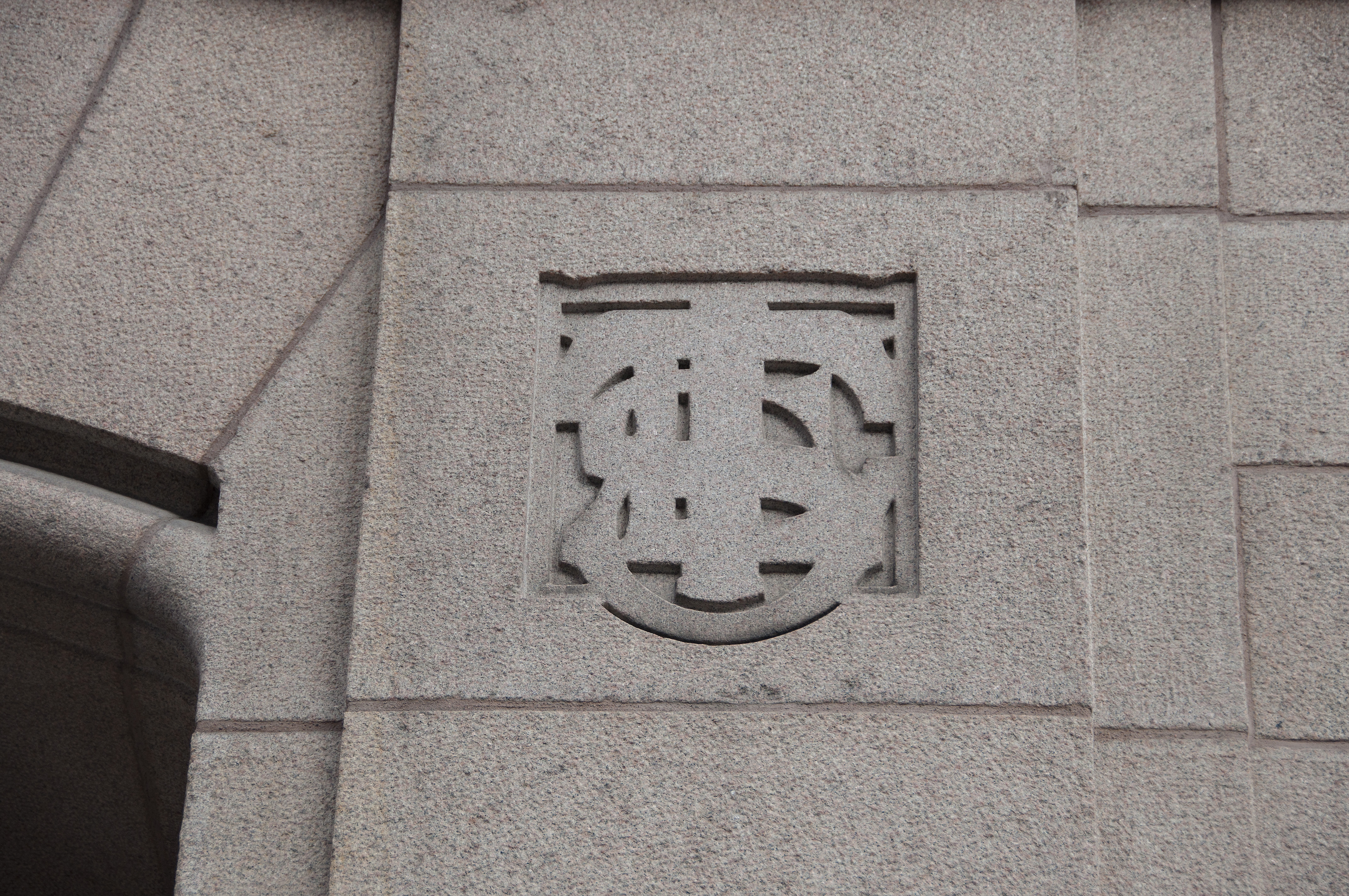
Svenska Lifförsäkringsanstalten Tryggs monogram i fasaden
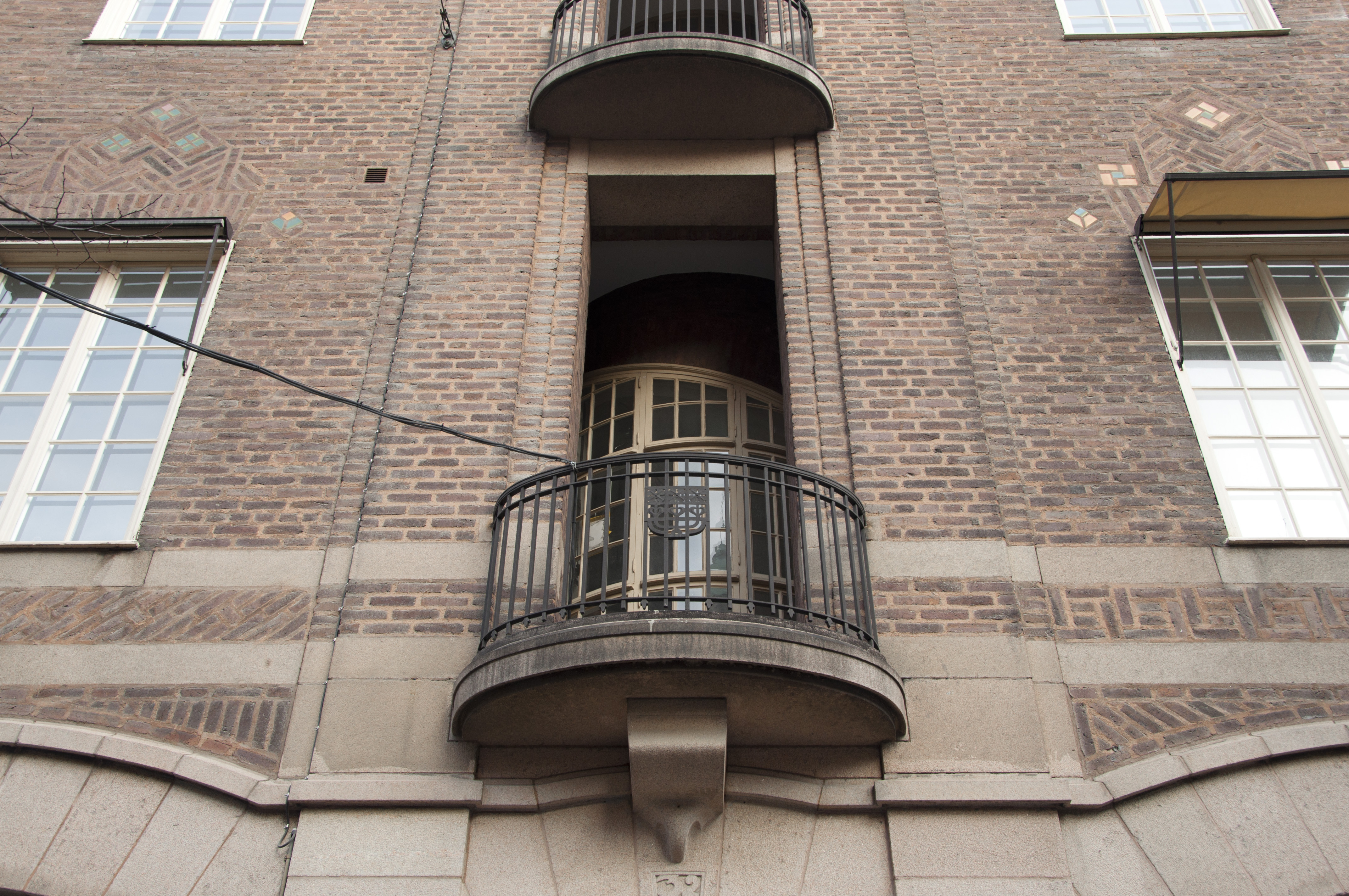
Trapphusen är inskjutna i fasaden